# سرحات أكواز
سرحات أكواز (بالتركية: Serhat Akyüz)‏ هو لاعب كرة قدم تركي في مركز الدفاع، ولد في 10 أغسطس 1984 في إسطنبول في تركيا. لعب مع أنقرة غوجو وإسطنبول سبور وبالق أسير سبور وبي بي أرضروم سبور وتشايكور ريزه سبور وقونيا سبور ونادي إسطنبول باشاكشهر.

## وصلات خارجية
- سرحات أكواز على موقع اتحاد تركيا (لاعب) (الإنجليزية)
- سرحات أكواز على موقع قاعدة بيانات كرة القدم.إي يو (الإنجليزية)
- سرحات أكواز على موقع Soccerway.com (الإنجليزية)
- سرحات أكواز على موقع عالم كرة القدم.نت (الإنجليزية)